# Поштеголь (Урмія)
Поштеголь (перс. پشتگل) — село в Ірані, входить до складу дехестану Бакешлучай у Центральному бахші шахрестану Урмія провінції Західний Азербайджан.